# Lešany (Olomouc)
Lešany é uma comuna checa localizada na região de Olomouc, distrito de Prostějov.